# Joju George
Joseph George (nacido el 22 de octubre de 1977), más conocido por su nombre artístico Joju George, es un actor indio y productor de cine que trabaja en Malayalam films.
Comenzó su carrera como joven artista en la película de 1995: Mazhavilkoodaram y continuó ejerciendo ese papel hasta la década de 2010, cuándo ascendió a papeles secundarios con los que consiguió reconocimiento. En 2015,  ganó el Premio de Cine Estatal de Kerala – Mención Especial por su papel secundario en Oru Yathra de segunda clase  y Lukka Chuppi.También coprodujo Charlie ese año.
En 2018,  produjo y realizó su primer papel protagonista en Joseph, un éxito de crítica y comercial, el cual supuso un avance en su carrera. También ganó el Premio de Cine Estatal de Kerala al Mejor Actor (junto con su papel en Chola) y el Premio de Cine Nacional – Mención Especial. Él protagonizó la obra dirigida por Joshiy: Porinju Mariam Jose en 2019, la cual se convirtió un éxito comercial.
También posee una compañía de producción denominada Appu Pathu Pappu Production, cuyas películas notables incluyen Charlie, Porinju Mariam Jose y Chola. Actualmente está produciendo Alli, la adaptación tamil de Chola en asociación con Karthik Subbaraj.

## Vida personal
Nació en Mala, Trichur, hijo de George Parecattil y Rosy George. Fue a la escuela de GHS, Kuzhur. Estudió en Christ College, Irinjalakuda, antes de comenzar su carrera en la industria del cine como un asistente de dirección (1997). Contrajo matrimonio con Abba en 2008 y tiene tres hijos: Ian, Sarah e Ivan.

## Filmografía
| Year                                | Title                                    | Role(s)                             | Notes                               |
| ----------------------------------- | ---------------------------------------- | ----------------------------------- | ----------------------------------- |
| 1995                                | Mazhavilkoodaram                         | Siby Jacob                          |                                     |
| 1999                                | Friends                                  |                                     |                                     |
| 1999                                | Independence                             |                                     |                                     |
| 2000                                | Dada Sahib                               | Zakir Ali                           | Diálogo de apertura                 |
| 2001                                | Rakshasa Rajavu                          |                                     |                                     |
| 2001                                | Ravanaprabhu                             | Oficial de policía                  |                                     |
| 2001                                | Praja                                    |                                     |                                     |
| 2003                                | Pattalam                                 |                                     |                                     |
| 2003                                | War and Love                             | Soldado indio                       |                                     |
| 2003                                | Manassinakkare                           | Político                            |                                     |
| 2004                                | Vajram                                   |                                     |                                     |
| 2004                                | Freedom                                  |                                     |                                     |
| 2004                                | Black                                    |                                     |                                     |
| 2005                                | Finger Print                             | C.I. Shekhar                        |                                     |
| 2005                                | Chanthupottu                             |                                     |                                     |
| 2006                                | Vaasthavam                               | Basheer                             |                                     |
| 2007                                | Detective                                | Shekhar                             |                                     |
| 2007                                | Nadiya Kollappetta Rathri                | Selvan                              | Compañero de equipo de Sharafuddeen |
| 2007                                | Rock & Roll                              | Gánster de Saidapet Giri            |                                     |
| 2008                                | Mulla                                    |                                     |                                     |
| 2008                                | Annan Thambi                             | Prakashan                           |                                     |
| 2008                                | Sulthan                                  |                                     |                                     |
| 2008                                | Thirakkatha                              |                                     |                                     |
| 2008                                | Twenty:20                                |                                     |                                     |
| 2010                                | Cocktail                                 | Anand                               | Colega de Ravi                      |
| 2010                                | Best Actor                               |                                     |                                     |
| 2011                                | RACE                                     |                                     |                                     |
| 2011                                | Doubles                                  |                                     |                                     |
| 2011                                | Sevenes                                  | Rameshan                            |                                     |
| 2011                                | Indian Rupee                             |                                     | Cameo                               |
| 2011                                | Beautiful                                |                                     |                                     |
| 2012                                | Ordinary                                 | Sebastian                           |                                     |
| 2012                                | Outsider                                 | Antony                              |                                     |
| 2012                                | Mayamohini                               | Oficial de policía                  |                                     |
| 2012                                | Mallu Singh                              | Hermano menor de Anandan            |                                     |
| 2012                                | Thattathin Marayathu                     | Viswan                              |                                     |
| 2012                                | Run Baby Run                             | Shibu                               |                                     |
| 2012                                | Trivandrum Lodge                         | Althas                              |                                     |
| 2012                                | Jawan of Vellimala                       | Vinu                                |                                     |
| 2012                                | I Love Me                                |                                     |                                     |
| 2013                                | My Fan Ramu                              |                                     |                                     |
| 2013                                | Kammath & Kammath                        | Malikapurakkal Tomichan             |                                     |
| 2013                                | David & Goliath                          |                                     |                                     |
| 2013                                | Kili Poyi                                | Tony                                |                                     |
| 2013                                | Natholi Oru Cheriya Meenalla             | Vendedor de pollos                  |                                     |
| 2013                                | Sound Thoma                              | Chacko                              |                                     |
| 2013                                | Hotel California                         | Bharath Chandran IPS                |                                     |
| 2013                                | Neram                                    | Mathew's Brother-in-law             |                                     |
| 2013                                | Pullipulikalum Aattinkuttiyum            | Suku Chakkattutharayil/ Chakka Suku |                                     |
| 2013                                | D Company                                |                                     |                                     |
| 2013                                | Vishudhan                                |                                     |                                     |
| 2013                                | Escape from Uganda                       | Gautham                             |                                     |
| 2014                                | 1983                                     | Entrenador de cricket               |                                     |
| 2014                                | Mosayile Kuthira Meenukal                | Mathew P Mathew                     |                                     |
| 2014                                | Angry Babies in Love                     | Alex Maliyekkal                     |                                     |
| 2014                                | Vegam                                    | George                              |                                     |
| 2014                                | Manglish                                 | luckochan                           |                                     |
| 2014                                | Avatharam                                |                                     |                                     |
| 2014                                | RajadhiRaja                              | Ayyappan                            |                                     |
| 2014                                | Money Ratnam                             | Makudi Das                          |                                     |
| 2014                                | Homely Meals                             | Director musical (Cameo)            |                                     |
| 2014                                | Odum Raja Adum Rani                      |                                     |                                     |
| 2014                                | The Dolphins                             | Koniyac ("Cognac") Pappinu          |                                     |
| 2014                                | Karanavar                                |                                     |                                     |
| 2014                                | Cousins                                  | Tony                                |                                     |
| 2015                                | Mili                                     | Eby                                 |                                     |
| 2015                                | Onnam Loka Mahayudham                    | Anirudhan                           |                                     |
| 2015                                | Oru Second Class Yathra                  | Jolly Kurien                        |                                     |
| 2015                                | Lukka Chuppi                             | Rafeek                              |                                     |
| 2015                                | Loham                                    | Pallan Davis                        |                                     |
| 2016                                | Action Hero Biju                         | Head Constable Minimon              |                                     |
| 2016                                | Hello Namasthe                           | JayaMohan                           |                                     |
| 2016                                | IDI – Inspector Dawood Ibrahim           | Vasu                                |                                     |
| 2016                                | 10 Kalpanakal                            | Vakkachan                           |                                     |
| 2017                                | Fukri                                    | Usman                               |                                     |
| 2017                                | Kunju Daivam                             | Shibu                               |                                     |
| 2017                                | Take Off                                 | Marido de una enfermera (cameo)     |                                     |
| 2017                                | Ramante Eden Thottam                     | Elvis                               |                                     |
| 2017                                | Kadam Kadha                              |                                     |                                     |
| 2017                                | Oru Visheshapetta BiriyaniKissa          | Maimootty                           |                                     |
| 2017                                | Udaharanam Sujatha                       | Encargado (Kuthira)                 |                                     |
| 2017                                | Melle                                    |                                     |                                     |
| 2017                                | History of Joy                           | Policía                             |                                     |
| 2018                                | Kaly                                     | C.I Thilakan.T                      |                                     |
| 2018                                | Poomaram                                 | Inspector de policía                |                                     |
| 2018                                | Njan Marykutty                           | Inspector de policía                |                                     |
| 2018                                | Chalakkudikkaran Changathi               | Raj Kumar                           |                                     |
| 2018                                | Joseph                                   | Joseph                              |                                     |
| 2018                                | Ottakoru Kaamukan                        | Anantakrishnan                      |                                     |
| 2019                                | Lonappante Mamodeesa                     | Babu                                |                                     |
| 2019                                | June                                     | Joy Kalarikkal                      |                                     |
| 2019                                | Virus                                    | Babu                                |                                     |
| 2019                                | Porinju Mariam Jose                      | Kattalan Porinju                    |                                     |
| 2019                                | Chola                                    | Jefe                                |                                     |
| 2019                                | Valiyaperunnal                           | Perumbavoor Shivakumar              |                                     |
| 2020                                | <i id="mwAqw">Trance</i>                 | Lector de periódico                 |                                     |
| 2020                                | Halal Love Story                         | Director Siraj                      |                                     |
| 2021                                |                                          |                                     |                                     |
| Churuli                             |                                          |                                     |                                     |
| One                                 | Babychan                                 |                                     |                                     |
| Aanum Pennum                        |                                          |                                     |                                     |
| Nayattu                             | Maniyan                                  |                                     |                                     |
| <i id="mwAtI">Jagame Thanthiram</i> | Sivadoss                                 | Tamil film, lanzamiento en Netflix  |                                     |
| Mālik                               | Jayashankar Prasad I.A.S., Sub-Collector |                                     |                                     |
| Thuramukham                         | Maimu                                    |                                     |                                     |
| Ottakkomban                         |                                          | Filmando                            |                                     |
| Peace                               |                                          | Filmando                            |                                     |
| Oru Thathvika Avalokanam            |                                          | Filmando                            |                                     |

## Productor
| Año  | Título                                     |
| ---- | ------------------------------------------ |
| 2015 | Charlie                                    |
| 2017 | Udaharanam Sujatha                         |
| 2018 | Joseph                                     |
| 2019 | Chola                                      |
| 2019 | Porinju Mariam Jose                        |
| 2020 | Alli - versión susbtitulada Tamil de Chola |

## Premios
Premio Nacional de Cine
- 2019: Mención Especial (largometraje)- (Joseph)

Premios de Cine Estatal de Kerala
- 2015: Premio de Cine Estatal de Kerala – Mención Especial - (Oru Yathra de Segunda Clase, Lukka Chuppi)
- 2018: Premio de Cine Estatal de Kerala al Mejor Actor - (Chola (Película), Joseph)

Premio Filmfare 2019
- 2018: Mejor Actor (Malayalam) - Joseph

Premio Vayalar
- 2016: Premios de Cine Internacionales Indios Del Sur - Mejor Comediante - (Héroe de Acción Biju)
- 2019: Premio Vayalar  - Mejor Actor - (Joseph)  Premios de Cine Internacionales Indios Del SurPremios de Cine Internacionales Indios Del Sur

Premios de Cine Callejero
- 2019: Premios de Cine Callejero - Mejor Actor - (Joseph)

Premios de Cine Asianet
- 2018: Premios de Cine Asianet – Mención Especial  (Udaharanam Sujatha)
- 2019: Premios de Cine Asianet – Premio Especial del Jurado - (Joseph)

Premios de Cine Vanitha
- 2018: Premios de Cine Vanitha - Película más popular  (Udaharanam Sujatha)
- 2019: Premios de Cine Vanitha - Intérprete del Año - (Joseph)

Premios CPC Cine
- 2019: Premios CPC Cine - Premio al Mejor Actor - (Joseph)

Premios Asiavision
- 2019: Premios Asiavision - Actor con Mejor Personaje -  (Joseph)

Premio de la Crítica de Cine de Kerala
- 2015: Premio de la Crítica de Cine de Kerala  - Productor (Charlie)
- 2018: Premio de la Crítica de Cine de Kerala  - Segundo Mejor Actor (Joseph)

Premio de Cine Indio Flores
- 2018:  Premio de Cine Indio Flores  - Premios al Actor con Mejor Personaje (Udaharanam Sujatha) ,(Ramante Edanthottam)
- 2018:  Premio de Cine Indio Flores  - Mejor Película en Compromiso Social (Udaharanam Sujatha)

Premios de Cine Norteamericano (NAFA)
- 2017: Premios de Cine Norteamericano (NAFA) - Premio al Actor con Mejor Personaje (Héroe de Acción Biju)
- 2018: Premios de Cine Norteamericano (NAFA) - Mejor Rol Negativo (Ramante Edanthottam)

Premios de Música Red FM Malayalam
- 2019: Mejor Canción Folk - Joseph